# Aeródromo de Bauru

## Aeroclube Municipal deBauru/ Comandante João Ribeiro de Barros
SBBU-BAU
Em agosto de 2012, o Aeroporto de Bauru, também conhecido como Aeroclube Estadual de Bauru, recebeu a denominação de "Comandante João Ribeiro de Barros".

## Características
Latitude: 22º 20’ 37’’ S - Longitude: 049º 03’ 14’’ W

Indicação ICAO: SBBU - Horário de Funcionamento: H24

Código de Pista: 2 - Tipo de Operação: IFR não precisão

Altitude: 617m/2.025 ft - Área Patrimonial (ha): 51,95 

Temp. Média: 29,2°C  

Distância da Capital (km) - Aérea: 285 Rodoviária: 343  
	  	 	
Distância até o Centro da Cidade: 5 km

Endereço: Al. Otávio Pinheiro Brisolla, 19 - 120 - CEP: 17012-191

Fone: (14) 3223-8605

## Movimento
Dimensões (m): 1.500 x 34
Designação da cabeceira: 14 - 32 - Cabeceira Predominante: 14

Declividade máxima: 1% - Declividade Efetiva: 0,88%

Tipo de Piso: asfalto - Resistência do Piso (PCN): 27/F/A/X/T

Cabeceira recuada 195m na cabeceira 14

## Pista
Ligação do pátio à pista de pouso PRA (m): 85 x 23

Tipo de Piso: asfalto

Distância da cabeceira mais próxima (m): 760

## Pátio
Dimensões (m): 58 x 144,8 + 44,8 x 38,85

Dist. da Borda ao Eixo da Pista(m): 101

Tipo de Piso: asfalto - Capacidade de Aviões: 1 B-737

## Auxílios operacionais
Sinais de Eixo de Pista - Biruta - Luzes de Pista 

Sinais de Cabeceira de Pista - Sinais Indicadores de Pista

Sinais de Guia de Táxi - Luzes de Táxi - Luzes de Cabeceira

Luzes de Obstáculos - Iluminação de Pátio - Controle de Aproximação e AFIS />
EPTA / Estação Meteorológica - Farol Rotativo - VASIS

Freq. do Rádio: 121,30 - Circuito de Tráfego Aéreo: Padrão RWY
32 e não padrão RWY 14
BRU 380 kHz Radio Farol Não Direcional NDB (Non-Directional Beacon) para procedimento de pouso instrumento de não precisão (NDB RWY14)

## Abastecimento
PetroSapper: AVGAS

## Instalações
Terminal de Passageiros (m²): 60

Estac. de Veículos - nº de vagas: 20 - Tipo de Piso: asfalto

## Serviços
Hangares: 4 - Cabine de Força (KF) - KC/KT

Lanchonete - Banca de Jornal - Locadora de Veículos

Telefone Público - Ponto de táxi - Área para Público - Ônibus Urbano

## Outros
Aeroclube

Oficina de Aviões e Planadores

Horário de Funcionamento do Aeroporto H24